# Agyrta macasia
Agyrta macasia là một loài bướm đêm thuộc phân họ Arctiinae, họ Erebidae.